# غوتهارد هاينريتسي
 غوتهارد هاينريتسي  (25 ديسمبر 1886 - 13 ديسمبر 1971) قائد عسكري ألماني شارك في الحرب العالمية الأولى والحرب العالمية الثانية، أطلق عليه الألمان لقب «قزمنا السام» (بالألمانية: Unser Giftzwerg).
انضم هاينريتسي للجيش الألماني في 8 مارس 1905، وعمره 19 سنة. شارك في الحرب العالمية الأولى، ونال العديد من الأوسمة نظرًا لاستبساله وإصابته بجروح بالغة، كما كان ضحية للغاز السام.
وفي الحرب العالمية الثانية، شارك هاينريتسي في معركة فرنسا، ضمن مجموعة جيوش ج كقائد للفيلق الثاني عشر أحد وحدات الجيش الأول الألماني، ونجح في اختراق خط ماجينو في 14 يونيو 1940. وفي عام 1941، أثناء عملية بارباروسا، خدم في جيش الدبابات الألماني الثاني تحت قيادة هاينز جوديريان. وفي 26 يناير 1942، أصبح هاينريتسي قائدًا للجيش الرابع الألماني، استطاع الانسحاب بنجاح من أمام القوات السوفييتية المهاجمة، بأقل أضرار.
في أواخر عام 1943، تم إيقاف هاينريكي كعقوبة له لرفضه أضرام النار في سمولينسك وفقًا لسياسة «الأرض المحروقة» النازية. وفي صيف عام 1944، بعد ثمانية أشهر من التقاعد القسري، أرسلت هاينريتسي إلى المجر، ليتولى قيادة جيش الدبابات الألماني الأولى والجيش المجري الأولى، واستطاع الانسحاب بهما إلى سلوفاكيا. وفي 20 مارس 1945، عينه أدولف هتلر قائدًا عامًا لمجموعة جيوش فيستولا. في هذا الوقت، كانت تلك المجموعة على بعد أقل من 50 ميل من برلين. كانت الأوامر الموجهة إليه هي منع الهجوم السوفييتي عبر نهر الأودر، لكنه واجه نقصًا في الأفراد والمعدات لقناعة هتلر بأن الجيش الأحمر لن يهاجم برلين.
أمام هجوم السوفييت بمليون ونصف المليون جندي في أواخر أبريل في معركة برلين، أدرك هاينريتسي أن مجموعة جيوش فيستولا لا يمكنها إيقاف تقدم السوفييت، لذا أمر مجموعته بالانسحاب على الرغم من أوامر هتلر التي تمنع الانسحاب دون موافقته الشخصية. نتيجة لهذا الانسحاب، أقال الفيلدمارشال ولهلم كايتل هاينريتسي في 28 أبريل من قيادة مجموعة جيوش فيستولا، متّهمًا إياه بالجبن.
بعد إقالته، انتقل إلى بلون حيث استسلم للقوات البريطانية في 28 مايو 1945. اعتقل هاينريتسي لثلاث سنوات إلى أن أفرج عنه في 19 مايو 1948، فعاش في إيندرسباخ حتى توفي ودفن في مقبرة في فرايبورغ.

## وصلات خارجية
- غوتهارد هاينريكي على موقع مونزينجر (الألمانية)

- Gotthard Heinrici @ islandfarm نسخة محفوظة 29 مايو 2007 على موقع واي باك مشين.
- Gotthard Heinrici @ Ritterkreuträger 1939–45